# Argenis Fernández
Argenis Fernández Zapata (Ciudad Neily, 3 aprile 1987) è un ex calciatore costaricano, di ruolo attaccante.